# 熊晋槐
熊晋槐（1883年—1958年），湖北鄂州人，中华人民共和国政治人物。
担任中南军政委员会委员、湖北省人民政府副主席。1954年，当选第一届全国人民代表大会代表。